# اشویلر
اشویلر (به فرانسوی: Eschwiller) یک کمون در فرانسه با جمعیت ۱۶۸ نفر است که در Canton of Drulingen واقع شده‌است.